# زينب بناني
زينب بناني (ولدت بتاريخ 1 يناير 1940 في سيدي قاسم بالمغرب) وهي ناشطة في مجال حقوق الإنسان سابقا، سياسية، كاتبة ورسامة. وما زاد من شهرتها أنها كانت أول مغربية ناشطة في المجال السياسي.
بعد العديد من المحاولات الفاشلة، أصبحت بناني أول امرأة منتخبة في 12 نوفمبر 1976 في الدائرة الرابعة في مدينة سيدي قاسم، وهكذا أصبحت أول امرأة مغربية تنضم إلى المجلس البلدي وأيضا أول امرأة عضوة في البلديات المحلية التابعة لمنطقة شراردة بني حسن، كما شغلت منصب نائب رئيس مجلس المدينة والخدمة المدنية وأيضا منصب رئيسة في اللجنة الثقافية في المدينة، كما كانت عضوة في حزب الاتحاد الاشتراكي للقوات الشعبية.
شكل انتخاب زينب بناني في عام 1976 حدثا بارزا في التاريخ السياسي المغربي لأسباب عدة، بما في ذلك وضعية المرأة في تلك الفترة من جهة ثم الوضع السياسي في المغرب في سنوات السبعينيات هذا بالإضافة إلى أسباب أخرى تتعلق بالقتال والعمل على تحرير المرأة بشكل عام، في بلد كانت فيه حقوق المرأة فس ذلك الوقت مسألة حساسة للغاية.
بعد مسيرتها في السياسة، عملت بناني مدرسة في مدرسة للبنات في مدينة سيدي-قاسم، ثم شغلت منصب مدير المدرسة في الرباط في التسعينات.
بناني أيضا كانت مهتمة بالثقافة، حيث أنتجت سلسلة من اللوحات المعروضة في معرض في الرباط، كما عُلقت بعض من لوحاتها في غرفة من وزارة الثقافة في عام 2005، هذا بالإضافة إلى نشرها مجموعة من الأبيات الشعرية واصفة بذلك كفاحها طوال حياتها ودفاعها عن حقوق الإنسان بشكل عام.